# Braden Gellenthien

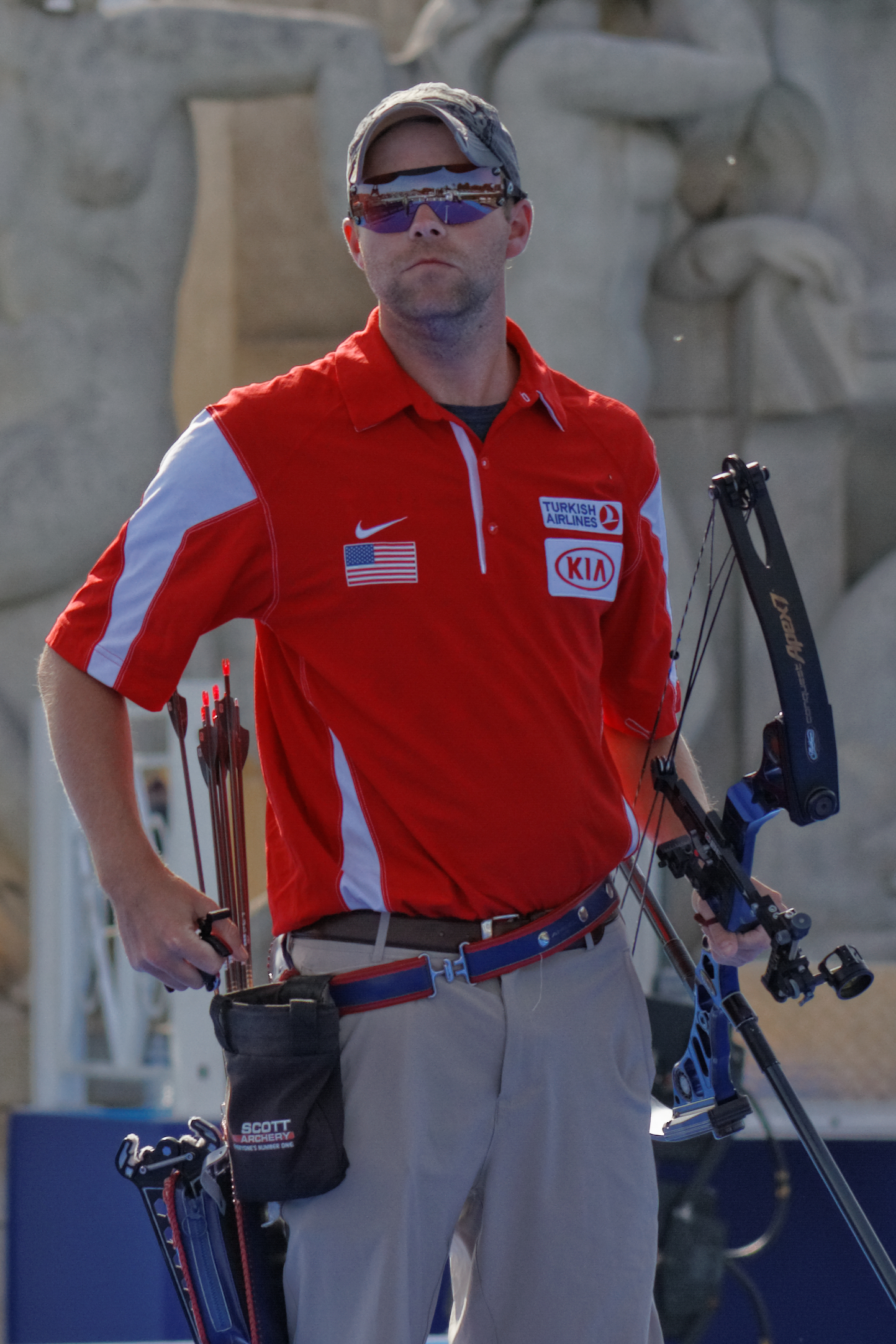
Gellenthien in 2013

Braden Gellenthien (Boston, 26 april 1986) is een Amerikaans boogschutter.
Gellenthien ontdekte het boogschieten toen hij tien jaar oud was en bij de scouts zat. Toen hij zestien jaar was, werd hij lid van het Amerikaans nationaal team. Zijn coach is Terry Wunderle, de vader van Vic Wunderle. Gellenthien schiet met een compoundboog en behaalde nationaal en internationaal diverse prijzen. Hij staat nummer 3 op de FITA-wereldranglijst (juni 2008). Naast boogschieten studeert hij marketing aan de James Madison Universiteit in Harrisonburg (Virginia).

## Resultaten
2003
 WK outdoor
2005
12e WK outdoor
2006
 WK-universiteiten
2007
 WK indoor (individueel)
 WK indoor (team)
 Arizona Cup
 World Cup, stage 2 (individueel)
 World Cup, stage 2 (team)
 World Cup, stage 3 (individueel)
 World Cup, stage 3 (individueel)
2008
 Arizona Cup
 World Cup, stage 1 (team)